# Шульське (зупинний пункт)
Шу́льське — залізничний пасажирський зупинний пункт Харківської дирекції Південної залізниці.
Розташований біля села Шульське, Лозівський район, Харківської області на лінії Мерефа — Лозова між станціями Біляївка (11 км) та Краснопавлівка (3 км).
Станом на травень 2019 року щодоби вісім пар приміських електропоїздів здійснюють перевезення за маршрутом Харків-Пасажирський — Лозова/Гусарівка.